# ازبک (سربیشه)
ازبک یک روستا در ایران است که در شهرستان سربیشه واقع شده‌است. ازبک ۱۰۸ نفر جمعیت دارد.